# Peucedanum areysianum
Peucedanum areysianum är en flockblommig växtart som beskrevs av Albert Deflers. Peucedanum areysianum ingår i släktet siljor, och familjen flockblommiga växter. Inga underarter finns listade i Catalogue of Life.